# Xenomigia veninotata
Xenomigia veninotata är en fjärilsart som beskrevs av W. Warren 1906. Xenomigia veninotata ingår i släktet Xenomigia och familjen tandspinnare. Inga underarter finns listade i Catalogue of Life.